# جوائز كلاشا
جوائز كلاشا للأفلام والتلفزيون، هي جائزة سنوية تقدمها لجنة كينيا للأفلام. المتنافسون في حفل توزيع الجوائز عبارة عن أفلام ومسلسلات تلفزيونية تم بثها على محطات التلفزيون الكينية. أقيمت الجوائز الافتتاحية في عام 2010، وتقام الجوائز اللاحقة سنويًا في الربع الأخير من العام. تمثل الجوائز الفروع الخمسة الأصلية لصناعة الأفلام: المخرجون والممثلون والكتاب والمنتجون والفنيون. ومع ذلك يقدم منظمو الأكاديمية المشورة بشأن تضمين المزيد من الفئات طالما أنها تمثل صناعة السينما بأكملها بشكل كافٍ.

## جائزة كلاشا لأفضل ممثلة درامية
جائزة كلاشا لأفضل ممثلة درامية هي وسام مخصص لأفضل ممثلة أداء في العام السابق. عملية التصويت ثلاثية. أي أن أطقم الترشيحات تمنح 70% من الأصوات، وصناعة السينما بشكل عام 20% والجمهور العام 10%. 
| عام  | ممثلة            | مسلسل تلفزيونى     | المرجع (ق) |
| ---- | ---------------- | ------------------ | ---------- |
| 2009 | جاكلين نياميد    | بابا شيراندولا     | [ 4 ]      |
| 2010 | إليزابيث وانجيرو | حماة               | [ 5 ]      |
| 2011 | لطيف غيثينجي     | تغيير الأوقات      | [ 3 ]      |
| 2012 | لوسي نياجه       | الأكاذيب التي تلزم | [ 6 ]      |
| 2014 | مكامزي مواطلة    | مالي               | [ 7 ]      |
| 2015 | أمبروز ريزيكي    | بندو               | [ 8 ]      |